# Deminutio capitis
La locuzione latina deminutio capitis, tradotta letteralmente, significa diminuzione di diritti.

## Origine
Per gli antichi romani la deminutio capitis comportava un prioris status permutatio ossia un mutamento nel precedente status della persona.
I giuristi romani distinguevano tre specie di capitis deminutio: maxima, minor o media, e minima.
- La capitis deminutio maxima riguarda lo status libertatis e si aveva quando taluno perdeva sia la cittadinanza sia la libertà (per es. nel caso in cui taluno fosse catturato dal nemico). Famosa è la definizione del giurista romano Gaio nelle sue Istituzioni:

(Gaio, Institutiones G.1.160)
- La capitis deminutio minor o media riguarda lo status civitatis e si aveva quando taluno perdeva solo la cittadinanza ma non la libertà (è il caso dei coloni). Il giurista romano Gaio nelle sue Istituzioni così definisce tale specie di deminutio:

(Gaio, Institutiones G.1.161)
- La capitis deminutio minima riguarda lo status familiae e si aveva quando taluno subiva un mutamento di status, non riguardante la cittadinanza o la libertà. Come nel caso in cui taluno veniva adottato. Gaio ne dà la seguente definizione:

(Gaio, Institutiones G.1.162)
Oggi si usa questa espressione per indicare il cambiamento, in peggio, delle condizioni di una persona, o una riduzione di potere sia sul posto di lavoro sia in politica.